# Reduto do Conselheiro Jacinto Cândido

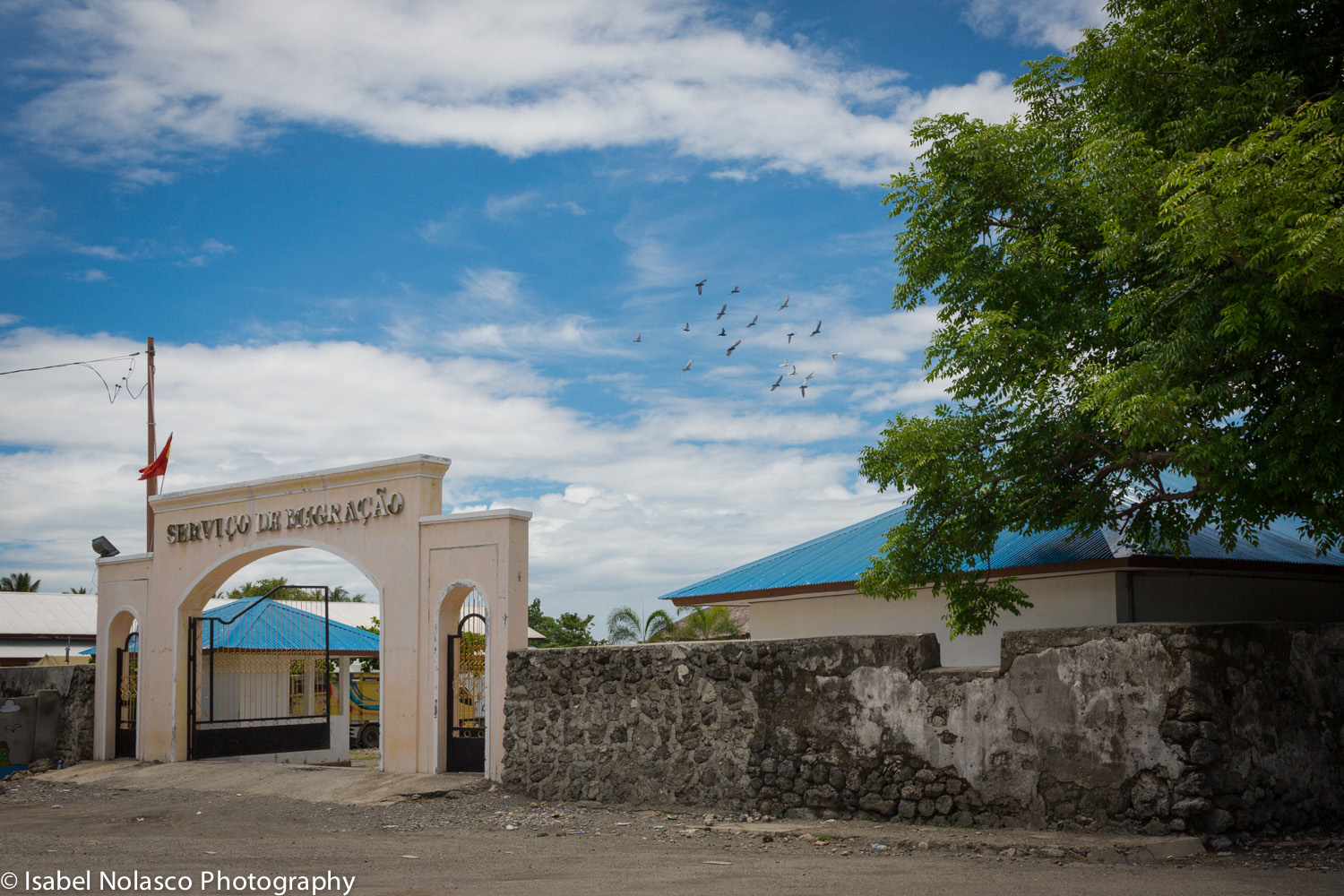
Redudo do Batugade

O Reduto do Conselheiro Jacinto Cândido é uma pequena fortaleza na fronteira oriental de Batugadé (posto administrativo de Balibó, município de Bobonaro, Timor-Leste).

## Historia

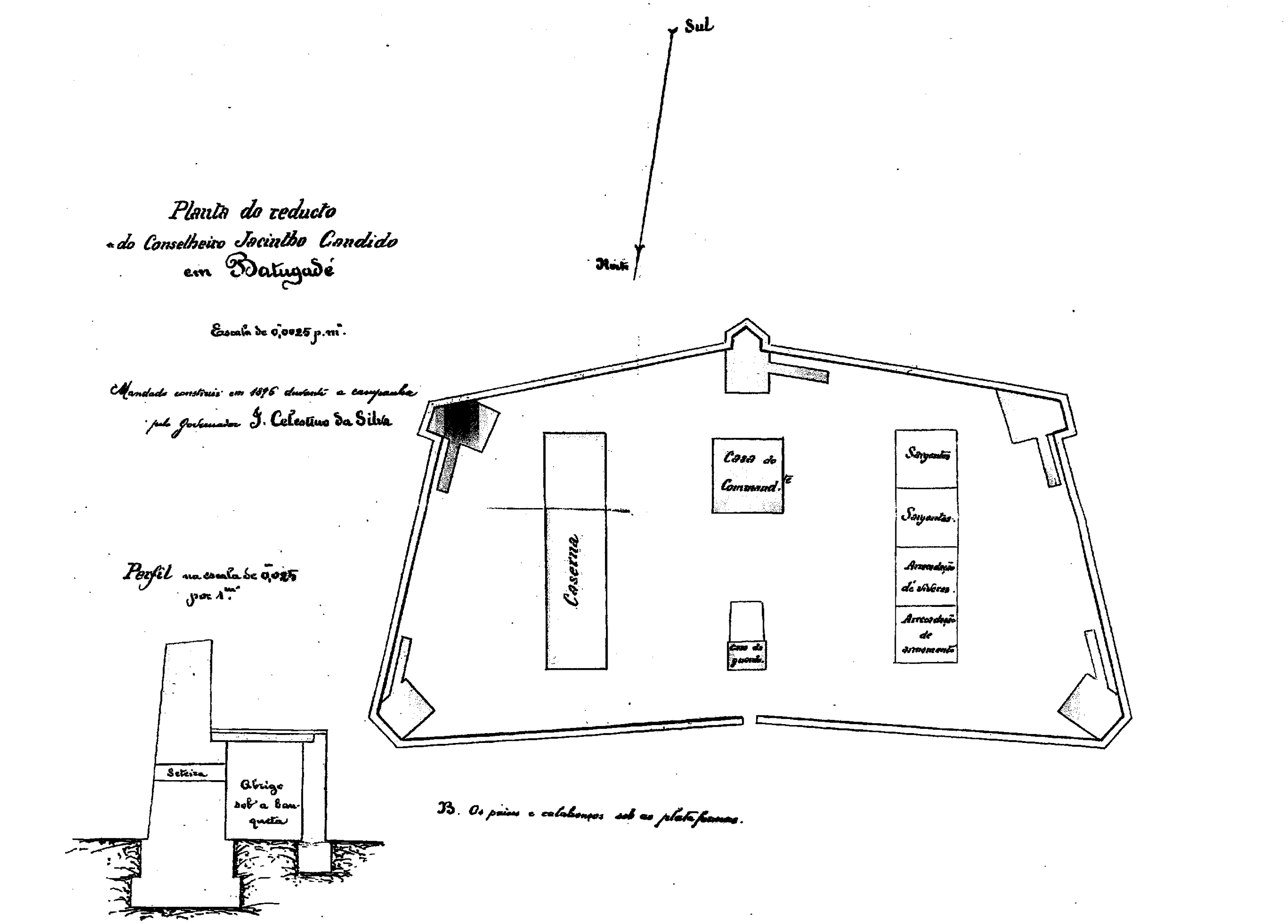
Planta do reduto do Conselheiro Jacinto Cândido Batugade 1897

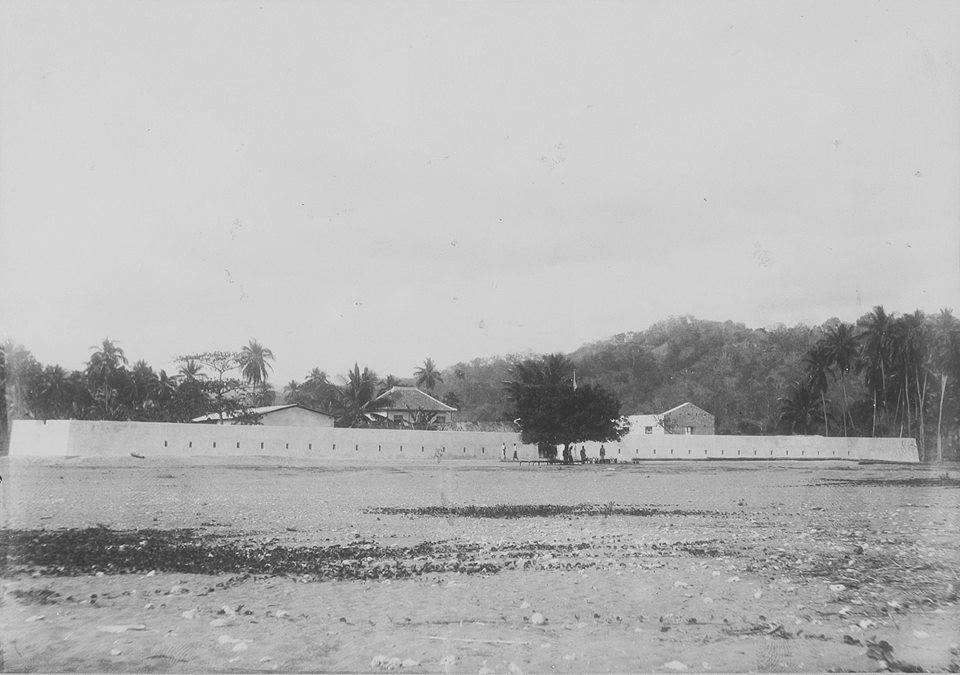
Reduto do Conselheiro Jacinto Cândido Batugade 1898

O primeiro forte de Batugadé foi construído pelos portugueses em 1655. Batugadé fazia parte do reino de Cowa. O forte de Balibó, maior que o de Batugadé, foi construído ao mesmo tempo a poucos quilómetros de distância.
Um contingente militar português foi enviado a partir de Batugadé, em 1726, juntamente com tropas locais de Díli, para tomar o núcleo de rebeldes durante a rebelião de Cailaco, mas o cerco não foi bem sucedido. O forte foi abandonado mais tarde, ainda durante a rebelião. O Governador Pedro de Rego Barreto da Gama e Castro voltou a ocupar este posto em 1731 e reatou a paz com o líder rebelde local, Dom Lourenço da Costa. Batugadé revoltou-se novamente contra os portugueses em 1734 mas, nessa altura, estes tinham reforçado a sua defesa com um contingente proveniente de Goa. Os portugueses fizeram uma paragem em Batugadé, a caminho de Díli, quando abandonaram Lifau, a capital da colónia, em 1769 e aí reforçaram o forte para defesa contra os Topasses rebeldes do Ocidente. A antiga fortaleza era retangular, com uma pequena muralha e alguns canhões que,  na segunda metade do século XIX, estavam obsoletos e foram colocados em suportes de madeira nos cantos do forte. Os Moradores, soldados timorenses ao serviço de Portugal, estavam estacionados aqui, juntamente com outras tropas.
O forte de Batugadé foi, de novo, a base para a expedição militar contra o reino rebelde de Cowa em 1868. O reino aliado de Balibó capitulou em 1871, mas Cowa lutou até 1881, data em que se submeteu definitivamente ao colonizador português. Os rebeldes de Fatumean ocuparam o forte vazio de Batugadé em 1896, durante a guerra de Manufahi (1894-1896), enquanto as tropas portuguesas lutavam num lugar diferente. O Governador José Celestino da Silva decretou a reconstrução do forte no mesmo ano e deu-lhe o nome do Ministro português da Marinha e do Ultramar, Jacinto Cândido. O forte passou a ter uma muralha externa demarcando uma área trapezoidal com vários edifícios. A muralha poderia ser defendida a partir de posições mais elevadas nos cantos.
O forte ficou conhecido como prisão para exilados políticos durante o Estado Novo português, na década de 1930. Era chamado o "cemitério dos vivos".
Hoje, o Forte está ocupado pelas autoridades de imigração de Timor-Leste, a uma curta distância da fronteira com a Indonésia e da ribeira de Mota'ain.

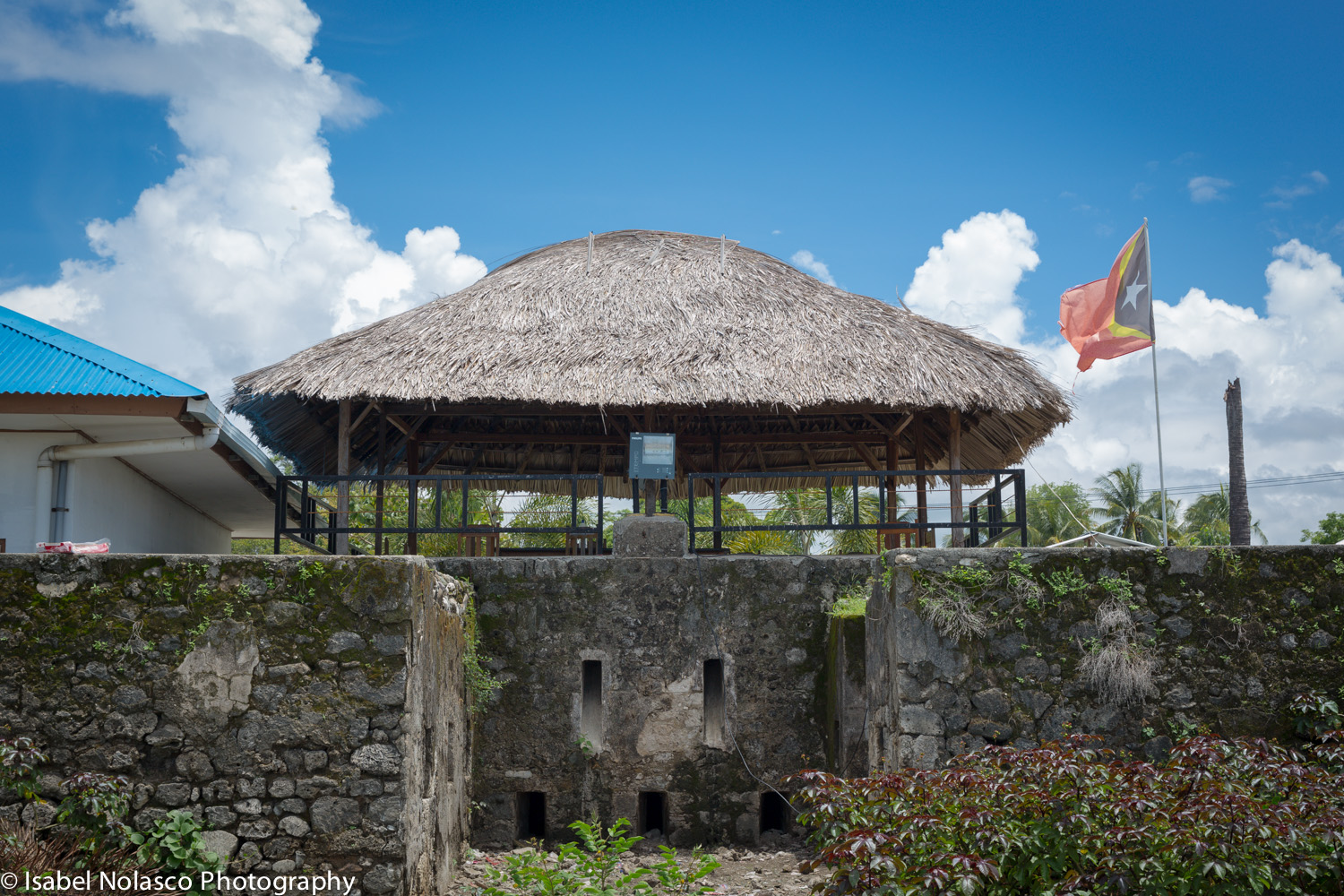
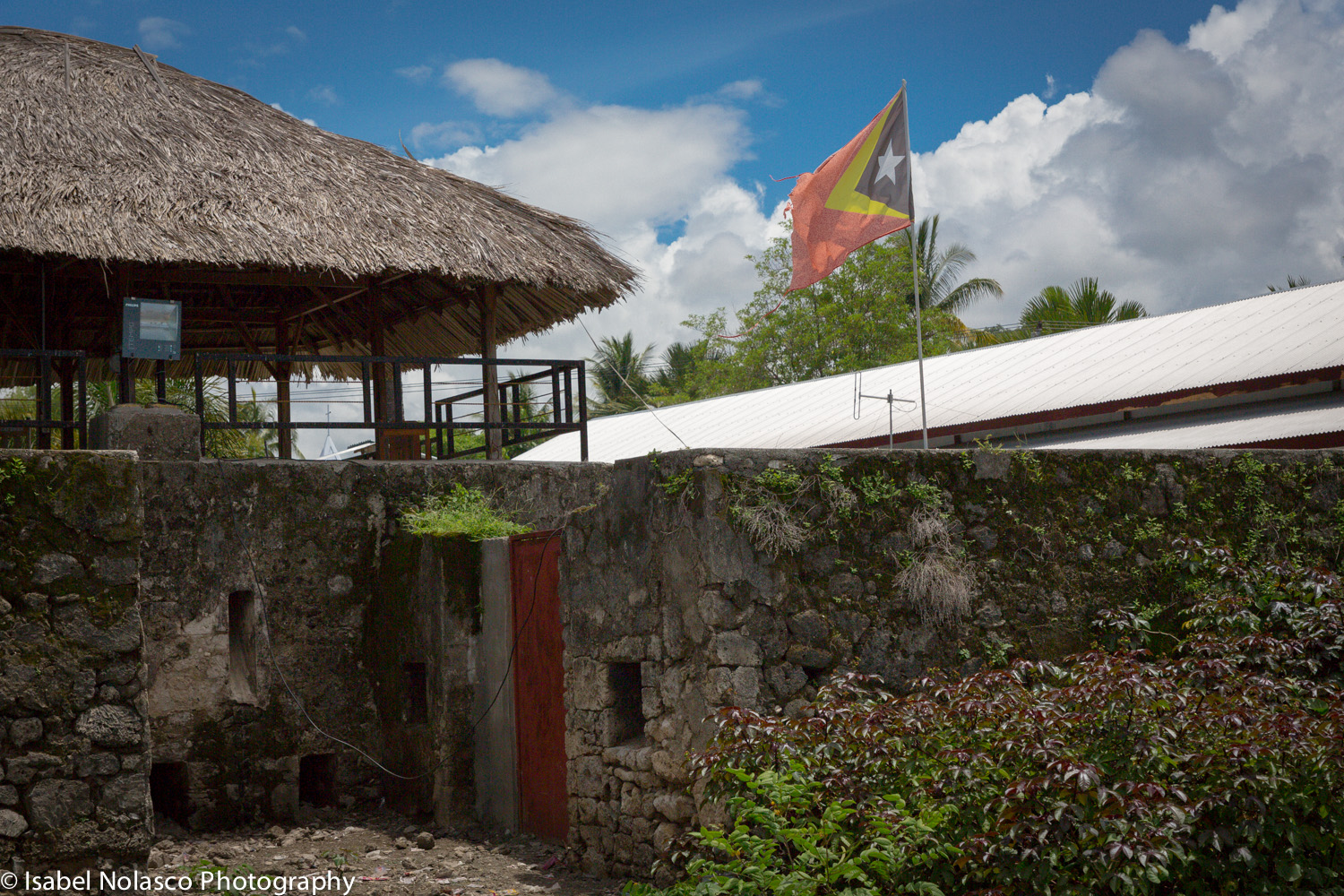
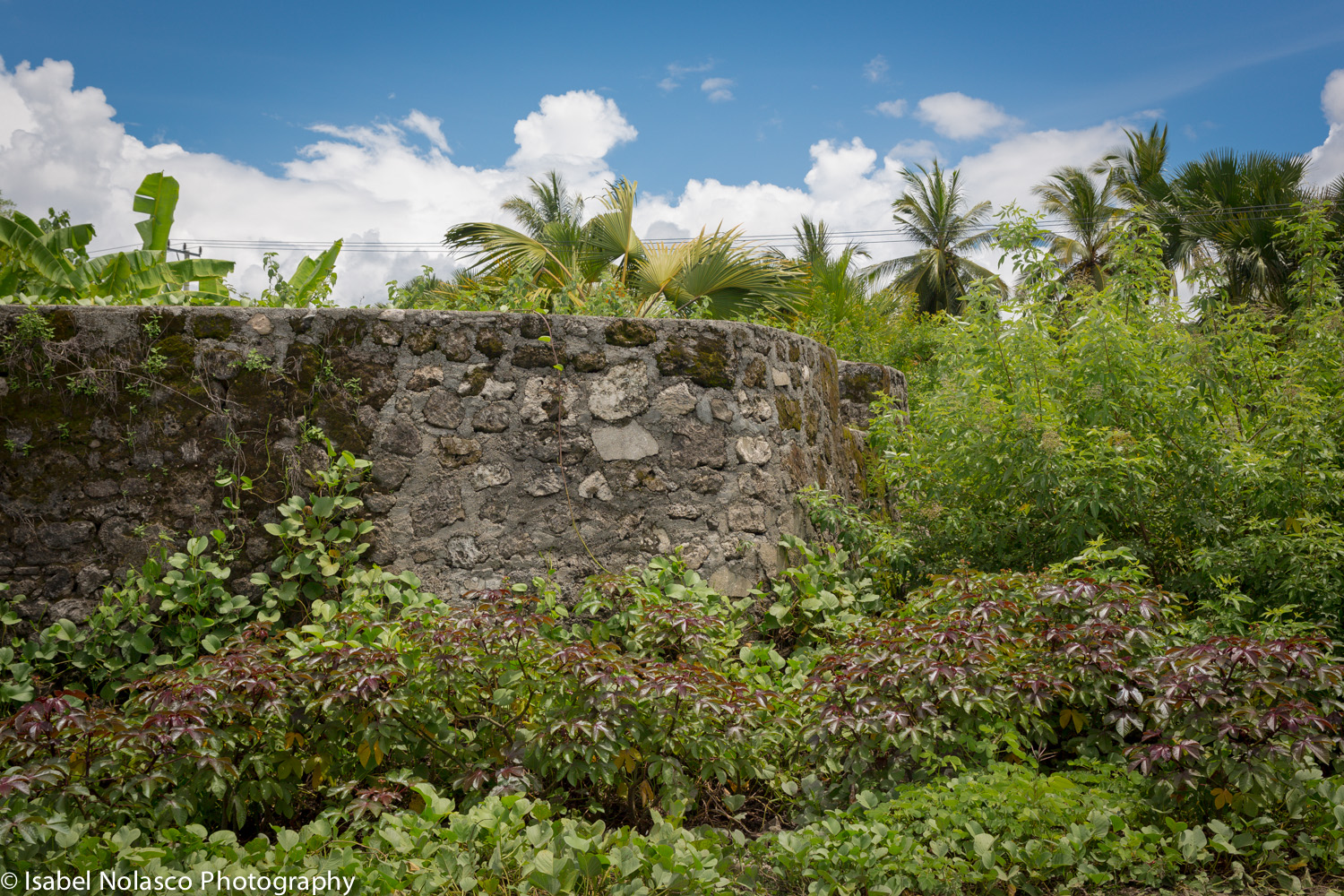
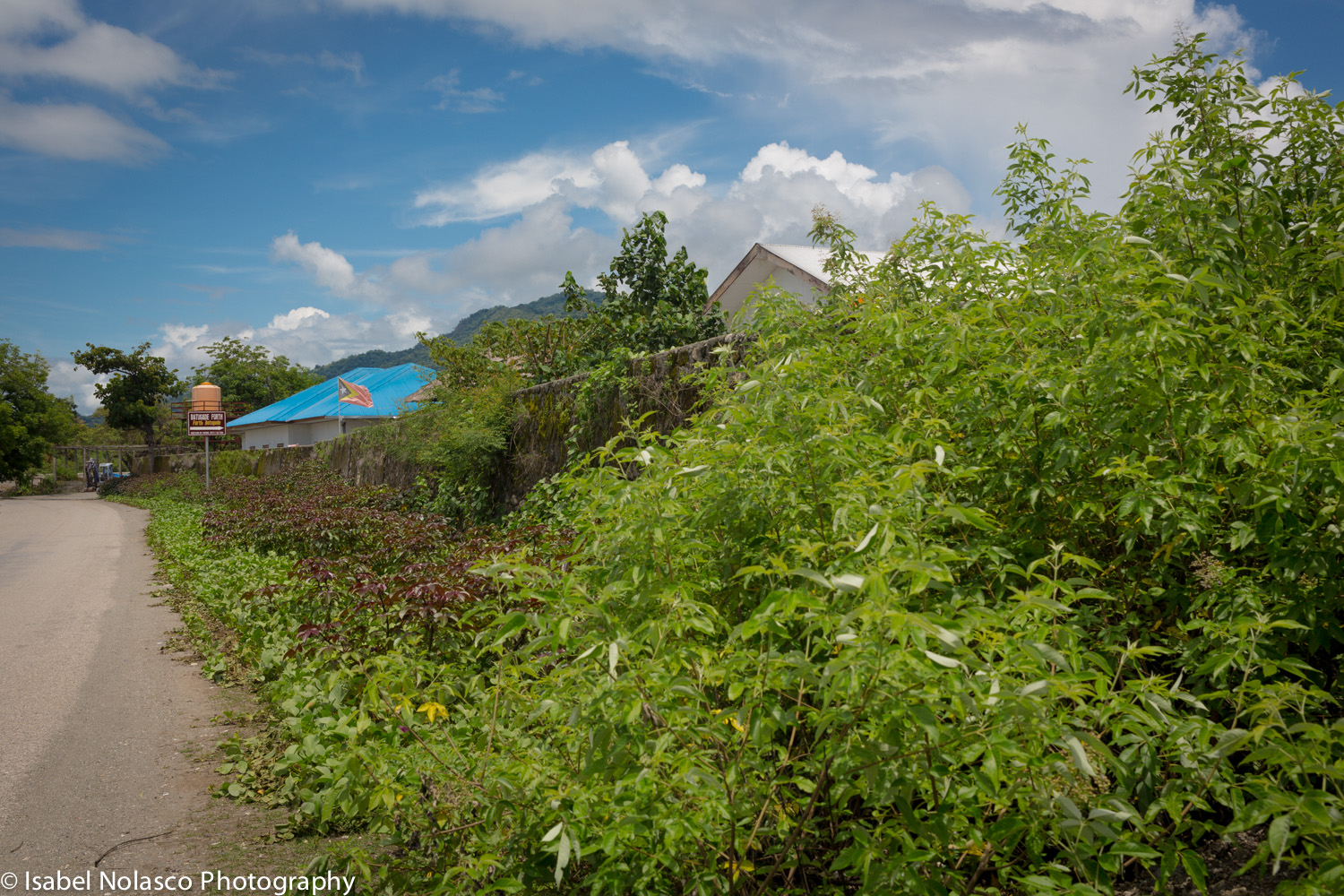
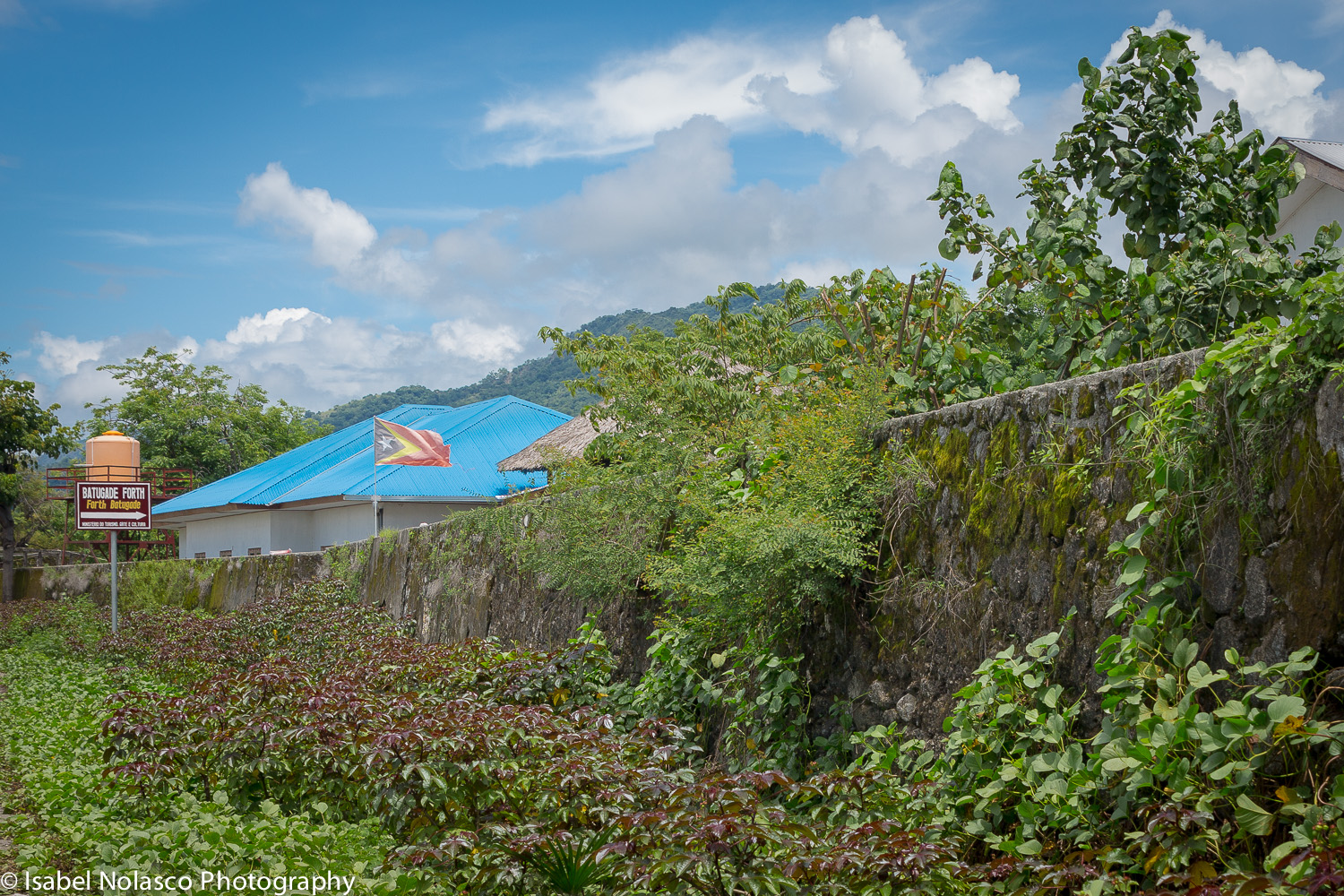
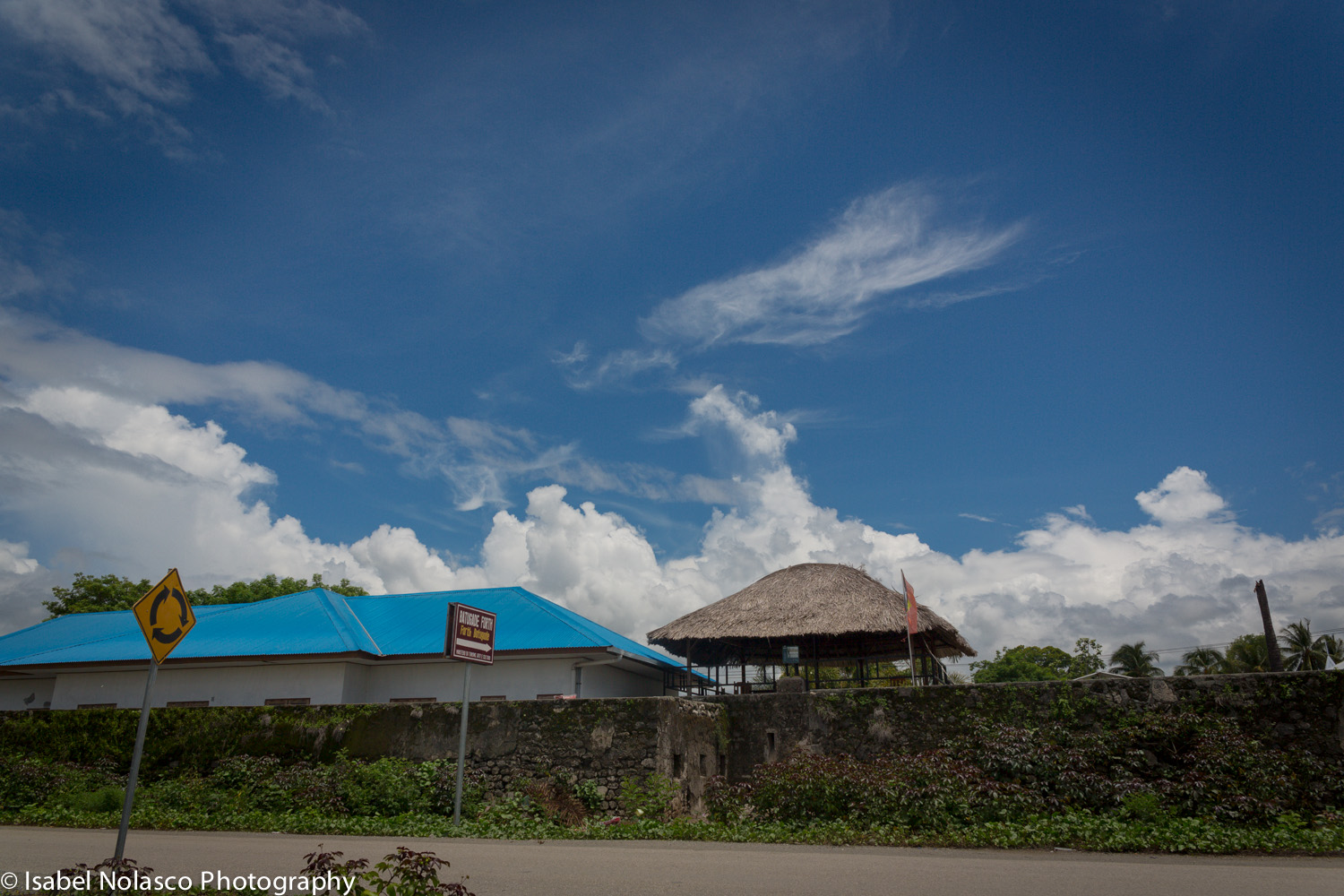
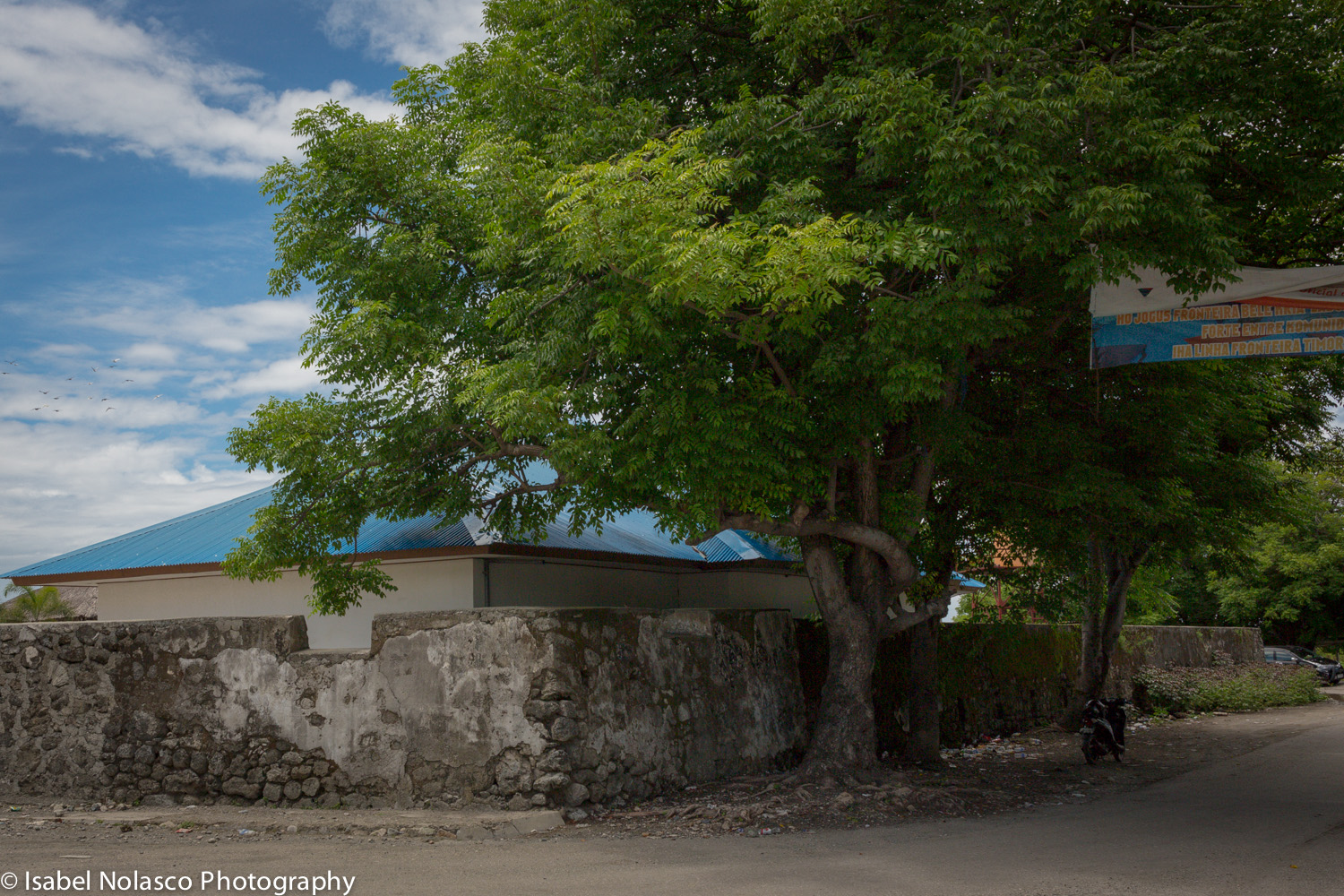

## Referencias
1. ↑  Colonial Voyage: Asia. Portuguese Colonial Remains 16th–18th centuries, abgerufen am 6. Januar 2015.
2. ↑  Artur Teodoro de Matos: Tradição e inovação na administração das ilhas de Solor e Timor: 1650–1750 Arquivado em 5 de junho de  2010, no Wayback Machine.
3. 1 2  History of Timor – Technische Universität Lissabon, S. 88 & 89 Arquivado em 24 de março de  2009, no Wayback Machine. (PDF; 824 kB)
4. ↑  Chronologie de l’histoire du Timor (1512–1945) suivie des événements récents (1975–1999) (französisch; PDF; 887 kB)
5. ↑  Monika Schlicher: Portugal in Osttimor. Eine kritische Untersuchung zur portugiesischen Kolonialgeschichte in Osttimor 1850 bis 1912. Aberag, Hamburg 1996. ISBN 3-934376-08-8
6. ↑  Planta do reduto do Conselheiro Jacinto Cândido Batugade 1897
7. ↑  Tina Modotti über das Gefängnis von Batugade (deutsch)